# Baromesnil
Baromesnil ist eine französische Gemeinde mit 212 Einwohnern (Stand 1. Januar 2022) im Département Seine-Maritime in der Region Normandie. Sie gehört zum Arrondissement Dieppe und zum Kanton Eu.

## Flugplatz Baromesnil
Bei Baromesnil befand sich Richtung Godelmesnil während des Zweiten Weltkriegs ein Feldflugplatz. Die Messerschmitt Bf 109E der III. Gruppe des Jagdgeschwaders 3 der Luftwaffe nutzten ihn für wenige Tage über den Monatswechsel Juni/Juli 1940. Nach der Befreiung der Gegend durch die Alliierten wurde Advanced Landing Ground ALG B-35, so seine alliierte Bezeichnung, dann nochmals im September 1944 durch drei Staffeln (164., 183. und 609.) Hawker Typhoon IB und eine Staffel (222.) Supermarine Spitfire IX der britischen Royal Air Force genutzt.

## Geografie
Baromesnil ist ein von Forst- und Landwirtschaft geprägtes Dorf im Tal der Yères im Pays de Caux und liegt 24 Kilometer östlich von Dieppe an der Kreuzung der Departementsstraßen D 258 und D 78.

### Bevölkerungsentwicklung
| 1962 | 1968 | 1975 | 1982 | 1990 | 1999 | 2006 |
| ---- | ---- | ---- | ---- | ---- | ---- | ---- |
| 227  | 251  | 262  | 299  | 266  | 259  | 245  |

## Sehenswürdigkeiten
- Kirche Notre-Dame-de-la-Nativité aus dem 16. und 17. Jahrhundert.